# Kappa Tucanae
Kappa Tucanae (κ Tuc, förkortat Kappa Tuc, κ Tuc) som är stjärnans Bayerbeteckning, är en kvadrupelstjärna belägen i den östra delen av stjärnbilden Tukanen. Den har en kombinerad skenbar magnitud på 4,25 och är synlig för blotta ögat där ljusföroreningar ej förekommer. Baserat på parallaxmätning inom Hipparcosuppdraget på ca 47,7 mas, beräknas den befinna sig på ett avstånd på ca 68 ljusår (ca 21 parsek) från solen.

## Egenskaper
Primärstjärnan Kappa Tucanae A är en gul till vit underjättestjärna av spektralklass F6 IV. Den har en massa som är ca 40 procent större än solens massa, en radie som är omkring dubbelt så stor som solens och utsänder från dess fotosfär ca 7,5 gånger mera energi än solen vid en effektiv temperatur av ca 6 400 K. 
Konstellationen består av två dubbelstjärnor separerade med 5,3 bågminuter. Den ljusaste stjärnan, Kappa Tucanae A, har en skenbar magnitud av +5,1. Dess följeslagare, Kappa Tucanae B, har en skenbar magnitud av 7,74 och ligger ca 6 bågsekunder från primärstjärnan med en omloppsperiod på 857 år. I det andra stjärnparet ingår, Kappa Tucanae C av skenbar magnitud +7,8 och Kappa Tucanae D av skenbar magnitud +8,2, vilka ligger närmare varandra, separerade med 1,12 bågsekunder eller minst 23 astronomiska enheter och med en omloppsperiod på 86,2 år.